# کی. باپایا
کی. باپایا (انگلیسی: K. Bapayya) کارگردان فیلم اهل هند است. وی حدود ۸۰ فیلم به زبان‌های تلوگو و هندی کارگردانی کرده‌است

## فیلم‌شناسی
| سال  | فیلم                  | زبان   | بازیگران                                                                | یادداشت                                 |
| ---- | --------------------- | ------ | ----------------------------------------------------------------------- | --------------------------------------- |
| ۱۹۷۰ | Drohi                 | Telugu | کریشنام راجو، Kongara Jaggaiah , Vanisree                               |                                         |
| ۱۹۷۳ | Memu Manushulame      | Telugu | کریشنام راجو، جامونا (بازیگر)                                           |                                         |
| ۱۹۷۴ | Urvasi                | Telugu | سانجیو کومار، Sarada                                                    |                                         |
| ۱۹۷۵ | Eduruleni Manishi     | Telugu | ن. ت. راما رائو، Vanisree                                               | بازسازی جانی نام من است                 |
| ۱۹۷۵ | Soggadu               | Telugu | Sobhan Babu, Jayachitra, Jayasudha                                      |                                         |
| ۱۹۷۵ | Vykunthapaali         | Telugu | Ranganath, Sharada                                                      |                                         |
| ۱۹۷۷ | Charitraheenulu       | Telugu |                                                                         |                                         |
| ۱۹۷۷ | Dildaar               | Hindi  | جیتندرا، ریکا (بازیگر)                                                  | بازسازی Soggadu                         |
| ۱۹۷۷ | Gadasu Pillodu        | Telugu | Sobhan Babu, Jayasudha                                                  |                                         |
| ۱۹۷۷ | Indradhanusu          | Telugu | Krishna, Sharada                                                        |                                         |
| ۱۹۷۸ | Dil Aur Deewaar       | Hindi  | جیتندرا، موشومی چاترجی                                                  | بازسازی Jeevana Tarangalu               |
| ۱۹۷۸ | Sahasavantudu         | Telugu | ن. ت. راما رائو، Vanisree                                               |                                         |
| ۱۹۷۸ | Yuga Purushudu        | Telugu | ن. ت. راما رائو، جایا پرادا                                             |                                         |
| ۱۹۷۹ | Mande Gundelu         | Telugu | Krishna, Sobhan Babu, جایا پرادا، Jayasudha                             |                                         |
| ۱۹۸۰ | محدودیت               | Hindi  | راجش خانا، هما مالینی                                                   | بازسازی Chilipikrishnudu                |
| ۱۹۸۰ | Takkar                | Hindi  | سانجیو کومار، جیتندرا                                                   | بازسازی Devudu Chesina Manushulu        |
| ۱۹۸۱ | Aggi Ravva            | Telugu | ن. ت. راما رائو، سری دوی                                                |                                         |
| ۱۹۸۱ | Agni Poolu            | Telugu | کریشنام راجو، جایا پرادا، Jayasudha                                     |                                         |
| ۱۹۸۱ | معلم شاگرد            | Telugu | ANR, Krishna, سری دوی، Sujatha                                          |                                         |
| ۱۹۸۲ | Kaliyuga Ramudu       | Telugu | ن. ت. راما رائو، راتی آگنیهوتری                                         |                                         |
| ۱۹۸۲ | Naa Desam             | Telugu | ن. ت. راما رائو، Jayasudha                                              | بازسازی یتیم یا حرامزاده                |
| ۱۹۸۲ | Nivuru Gappina Nippu  | Telugu | Krishna, جایا پرادا                                                     |                                         |
| ۱۹۸۲ | Sindoor Bane Jwala    | Hindi  | سانجیو کومار، Sharada                                                   |                                         |
| ۱۹۸۳ | سرکش                  | Hindi  | جیتندرا، جایا پرادا، سری دوی، قادرخان، آریونا ایرانی، شاکتی کاپور       | بازسازی Chuthallunarru Jagartha         |
| ۱۹۸۳ | به پیش                | Telugu | Sobhan Babu, Krishna, جایا پرادا، سری دوی                               |                                         |
| ۱۹۸۴ | Daanavudu             | Telugu | Sobhan Babu, Jayasudha                                                  |                                         |
| ۱۹۸۴ | Dandayatra            | Telugu | Sobhan Babu, Jayasudha                                                  |                                         |
| ۱۹۸۴ | Ghar Ek Mandir        | Hindi  | میتون چاکرابورتی، Ranjeeta                                              | بازسازی Bommarillu                      |
| ۱۹۸۴ | Inti Guttu            | Telugu | چیرانجیوی، Nalini                                                       |                                         |
| ۱۹۸۴ | مقصد                  | Hindi  | جیتندرا، راجش خانا، Jayaprada, سری دوی                                  | بازسازی به پیش                          |
| ۱۹۸۴ | Seethamma Pelli       | Telugu | موهان بابو                                                              | بازسازی Mullum Malarum                  |
| ۱۹۸۵ | عصر امروز             | Hindi  | جکی شروف، پادمینی کولاپوری                                              |                                         |
| ۱۹۸۵ | Chattamtho Poratam    | Telugu | چیرانجیوی، Madhavi, Sumalatha                                           |                                         |
| ۱۹۸۵ | Pataal Bhairavi       | Hindi  | جیتندرا، جایا پرادا                                                     |                                         |
| ۱۹۸۶ | آتش و شعله            | Hindi  | جیتندرا، سری دوی، مانداکینی، Ashish                                     |                                         |
| ۱۹۸۶ | خانه جهان             | Hindi  | جیتندرا، سری دوی                                                        |                                         |
| ۱۹۸۶ | Jayam Manade          | Telugu | Krishna, سری دوی                                                        |                                         |
| ۱۹۸۶ | Muddat                | Hindi  | میتون چاکرابورتی، جایا پرادا، پادمینی کولاپوری                          |                                         |
| ۱۹۸۶ | Swarag Se Sunder      | Hindi  | میتون چاکرابورتی، جیتندرا، جایا پرادا، پادمینی کولاپوری                 |                                         |
| ۱۹۸۷ | شجاعت و تلاش          | Hindi  | شامی کاپور، جیتندرا، Poonam, سری دوی، Raj Kiran                         |                                         |
| ۱۹۸۷ | سرگرم‌کننده            | Hindi  | جیتندرا، جایا پرادا، سری دوی                                            |                                         |
| ۱۹۸۷ | امپراتور بدون تاج‌وتخت | Telugu | Krishna, سری دوی                                                        |                                         |
| ۱۹۸۷ | زبان مرد              | Hindi  | جکی شروف، Poonam, Kimi Katkar                                           |                                         |
| ۱۹۸۷ | Maa Voori Magadu      | Telugu | Krishna, سری دوی                                                        |                                         |
| ۱۹۸۸ | وقت آواز              | Hindi  | میتون چاکرابورتی، سری دوی                                               |                                         |
| ۱۹۸۸ | Charnon Ki Saugandh   | Hindi  | میتون چاکرابورتی، آمریتا سینگ                                           |                                         |
| ۱۹۸۸ | معبد عشق              | Hindi  | میتون چاکرابورتی، Raj Kiran, Sachan, سورش اوبروی                        |                                         |
| ۱۹۸۸ | Kanoon Ki Hathkadee   | Hindi  | Krishna, جایا پرادا، سری دوی                                            |                                         |
| ۱۹۸۸ | بوره روی طلا          | Hindi  | درمندرا، جیتندرا، آنیل کاپور، سری دوی، Poonam, Kimi Katkar, شاکتی کاپور |                                         |
| ۱۹۸۹ | Sikka                 | Hindi  | درمندرا، جکی شروف، دیمپل کاپادیا                                        |                                         |
| ۱۹۹۰ | عزت‌دار                | Hindi  | دیلیپ کومار، Govinda, مادهوری دیکشیت                                    |                                         |
| ۱۹۹۰ | بدهی عشق              | Hindi  | میتون چاکرابورتی                                                        |                                         |
| ۱۹۹۱ | Pyar Hua Chori Chori  | Hindi  | میتون چاکرابورتی، گائوتامی، Shikha Swaroop, Shafi Inamdar, انوپم کهیر   | بازسازی Malayalam film Chithram         |
| ۱۹۹۱ | خدای عشق              | Hindi  | میتون چاکرابورتی، مادهوری دیکشیت، شاکتی کاپور                           |                                         |
| ۱۹۹۲ | Kasak                 | Hindi  | ریشی کاپور، چانکی پاندی، نیلم کوتهاری                                   | بازسازی Mouna Ragam                     |
| ۱۹۹۲ | Parda Hai Parda       | Hindi  | چانکی پاندی                                                             | بازسازی Malayalam film In Harihar Nagar |
| ۱۹۹۴ | Aulaad                | Hindi  | شاهرخ خان، جوهی چاولا، قادرخان، پریم چوپرا شاکتی کاپور                  |                                         |
| ۱۹۹۵ | Diya Aur Toofan       | Hindi  | میتون چاکرابورتی                                                        |                                         |